# Liberalerna på Åland
Liberalerna på Åland (lib) är ett politiskt parti på Åland. Partiet uppstod när LoS-liberalerna 1975 bröt sig ur landsbygdens och skärgårdens valförbund och sedan efter valet 1978 gick ihop med Mittenliberalerna i Mariehamn och bildade Liberalerna på Åland.
Liberalerna är det största partiet på Åland och har runt 650 registrerade partimedlemmar, med lokalavdelningar i samtliga 16 kommuner på Åland.
Mellan åren 1983 och 2003 var liberalernas Gunnar Jansson Ålands riksdagsman i Finlands Riksdag.
I valet till det åländska parlamentet, lagtinget, 2003 blev liberalerna näst största parti efter Åländsk Center. Endast tio röster skilde och partierna fick 7 mandat var. Efter valet ingick liberalerna till en början i regeringssamarbetet, men efter en regeringskris 2005 gick partiet i opposition. I lagtingsvalet 2007 blev liberalerna det största partiet, med 10 mandat, och bildade landskapsregering i koalition med Åländsk Center. 
Valet 2011 blev en katastrof för Liberalerna som tappade 4 av sina 10 mandat, och partiet valde att gå i opposition.
I valet 2015 tog partiet tillbaka ett mandat och fick mest röster och 7 mandat detsamma som Centern. Liberalerna bildade därefter regering tillsammans med Ålands socialdemokrater och Moderat Samling för Åland.

## Ledning
- Partiordförande: Katrin Sjögren[1][2]
- Första viceordförande:Regina Lindblom[2]
- Andra viceordförande: Jonny Andersen[2]

Styrelsen för år 2016 består av presidiet och de övriga medlemmarna: Tomas Blomberg, Ingrid Johansson, Elias Lindström och Mikael Staffas
Liberalerna har också ett partiråd som består av 15-20 medlemmar. Partirådet beslutar om politiska riktlinjer och frågor.

## Ungdomsgrupper
Genom åren har liberalerna haft olika ungdomsgrupper med olika ordföranden och aktivitetsgrad. Ungliberalerna har i många år varit aktiva och det har länge funnits ungdomligt engagemang inom liberalernas politik.
11 oktober 2010 grundades ÅLU, förkortning till "Ålands Liberala Ungdomsgrupp". Gruppen grundades av engagerade ungdomar och drivs helt och hållet av ungdomar. ÅLU riktar sig till åldrarna 13-30, något yngre än de tidigare ungdomspolitiska grupperna på Åland.
Enligt gruppen själva är de fristående ifrån Liberalerna på Åland.
Initiativtagare till gruppen var 16-årige Jannik Svensson.

## Val
| År   | Mandat | Röster | Röster |
| ---- | ------ | ------ | ------ |
| 1979 | 9      | 2 763  | 29,6%  |
| 1983 | 9      | 3 005  | 28,9%  |
| 1987 | 8      | 2 530  | 23,7%  |
| 1991 | 7      | 2 462  | 22,9%  |
| 1995 | 8      | 2 981  | 26,6%  |
| 1999 | 9      | 3 463  | 28,7%  |
| 2003 | 7      | 2 970  | 24,1%  |
| 2007 | 10     | 4 176  | 32,6%  |
| 2011 | 6      | 2 630  | 20,3%  |
| 2015 | 7      | 3216   | 23,3%  |

| År   | Mandat | Röster | Röster |
| ---- | ------ | ------ | ------ |
| 1995 | 43     | 2 677  | 23,5%  |
| 1999 | 45     | 3 034  | 24,8%  |
| 2003 | 42     | 2 871  | 22,9%  |
| 2007 | 41     | 3 535  | 27,8%  |
| 2011 | 34     | 2 531  | 18,8%  |
| 2015 | 34     | 2 946  | 20,2%  |

| År   | Mandat | Röster | Röster |
| ---- | ------ | ------ | ------ |
| 1995 | 1      | 6 038  | 61,0%  |
| 1999 | 1      | 5 870  | 56,1%  |
| 2003 | –      | 3 323  | 28,5%  |
| 2015 | –      | 1 277  | 10,5%  |

## Lagtingsledamöter

### Nuvarande Lagtingsledamöter
- Katrin Sjögren 2003–2007, 2011–2015, 2019→
- Ingrid Johansson 2015→
- John Holmberg 2015→
- Pernilla Söderlund 2015→
- Rainer Juslin 2019→
- Simon Påvals 2019→

### Tidigare Lagtingsledamöter
- Mikael Staffas 2015–2019
- Tony Asumaa 2011–2015
- Mats Perämaa 2001–2007, 2011–2015
- Roger Eriksson 2003–2007, 2015–2019
- Viveka Eriksson 1995–2019
- Gunnar Jansson 1991–1995, 2007–2015
- Torsten Sundblom 2007–2019
- Ulla-Britt Dahl 2007–2011
- Raija-Liisa Eklöw 1995–2011
- Sirpa Eriksson 2007–2011
- Olof Erland 1991–2003, 2007–2011
- Åke Mattsson 2003–2011
- Margaret Lundberg 2007–2011
- Folke Sjölund 1991–1999, 2001–2003, 2007–2011
- Leo Sjöstrand 1991–2003, 2007–2011
- Tom Grahn 2011
- Rauli Lehtinen 2011
- Sune Mattsson 1999–2007
- Lisbeth Eriksson 1995–1999, 2000–2003
- Hasse Svensson 1999–2003
- Lotta Wickström-Johansson 1995–2003